# Ioachim Moldoveanu
 Ioachim Moldoveanu (Marosújvár, 1913 – 1981. július 31.) román válogatott labdarúgó, csatár.

## Pályafutása

### Klubcsapatban
1934–35-ben a Ceramica Bistrița labdarúgója volt. 1935 és 1946 között a Rapid București csapatában szerepelt, ahol hat román kupa-győzelmet szerzett (1935, 1937, 1938, 1939, 1940, 1941) az együttessel. Az 1946–47-es idényben a Grivița CFR București csapatában játszott, majd a következő visszatért a Rapidhoz, amely 1946-tól a CFR CFR București nevet viselte. Itt vonult vissza az aktív labdarúgástól 1948-ban.

### A válogatottban
1937 és 1943 között 11 alkalommal szerepelt a román válogatottban. Tagja volt a franciaországi világbajnokságon részt vevő csapatnak.

## Sikerei, díjai
Rapid București
- Román bajnokság
- 2.: 1936–37, 1937–38, 1939–40, 1940–41
- Román kupa (Cupa României)
  - győztes: 1935, 1937, 1938, 1939, 1940, 1941

## Statisztika

### Mérkőzései a román válogatottban
| Románia | Románia             | Románia                | Románia       | Románia  | Románia      | Románia         | Románia | Románia |
| #       | Dátum               | Helyszín               | Hazai         | Eredmény | Vendég       | Kiírás          | Gólok   | Esemény |
| ------- | ------------------- | ---------------------- | ------------- | -------- | ------------ | --------------- | ------- | ------- |
| 1.      | 1937. június 27.    | Bukarest               | Románia       | 2 – 2    | Svédország   | barátságos      | -       |         |
| 2.      | 1937. július 5.     | Łódź                   | Lengyelország | 2 – 4    | Románia      | barátságos      | -       |         |
| 3.      | 1937. július 8.     | Kaunas                 | Litvánia      | 0 – 2    | Románia      | barátságos      | -       |         |
| 4.      | 1938. június 9.     | Toulouse (FRA)         | Kuba          | 2 – 1    | Románia      | vb-nyolcaddöntő | -       |         |
| 5.      | 1940. július 14.    | Frankfurt              | Németország   | 9 – 3    | Románia      | barátságos      | -       |         |
| 6.      | 1941. június 1.     | Bukarest, ANEF-stadion | Románia       | 1 – 4    | Németország  | barátságos      | -       |         |
| 7.      | 1941. október 12.   | Bukarest               | Románia       | 3 – 2    | Szlovákia    | barátságos      | -       |         |
| 8.      | 1942. augusztus 16. | Beuthen                | Németország   | 7 – 0    | Románia      | barátságos      | -       |         |
| 9.      | 1942. augusztus 23. | Pozsony                | Szlovákia     | 1 – 0    | Románia      | barátságos      | -       |         |
| 10.     | 1942. október 11.   | Bukarest               | Románia       | 2 – 2    | Horvátország | barátságos      | -       |         |
| 11.     | 1943. június 13.    | Bukarest               | Románia       | 2 – 2    | Szlovákia    | barátságos      | -       |         |
|         | Összesen            |                        |               | 11       | mérkőzés     |                 | 0       | gól     |